# Gallop
Gallop Co., Ltd. (jap. 株式会社ぎゃろっぷ Kabushiki-gaisha Gyaroppu) – japońskie studio zajmujące się animacją i produkcją anime, założone 13 grudnia 1978.

## Produkcje[1]

### Seriale anime
- Touch (1985–1987)
- Tekkamen wo oe! Dartanyan Monogatari Yori (1987)
- Kiteretsu Daihyakka (1988–1996)
- Gaki Deka (1989–1990)
- Miracle Giants Dome-kun (1989–1990)
- Tanken gobrin tou (1990–1991)
- Genji Tsuushin Agedama (1991–1992)
- Hime-chan's Ribbon (1992–1993)
- Akazukin Chacha (1994–1995)
- Kochira Katsushika-ku Kamearikouen-mae Hashutsujo (1996–2008)
- Kodomo no Omocha (1996–1998)
- Rurōni Kenshin (1996–1997)
- Anime TV de Hakken! Tamagotchi (1997–1998)
- Initial D (1998)
- Ojarumaru (1998-ongoing)
- Transformers: Robots in Disguise (2000–2001)
- Yu-Gi-Oh! Duel Monsters (2000–2004)
- Legendz Yomigaeru Ryuuou Densetsu (2004–2005)
- Morizo to Kikkoro (2004–2005)
- Yu-Gi-Oh! Duel Monsters GX (2004–2008)
- Animal Yokocho (2005−2006)
- Eyeshield 21 (2005–2008)
- Hataraki Man (2006)
- Yu-Gi-Oh! 5D’s (2008–2011)
- Yu-Gi-Oh! Zexal (2011-nadal)

### OVA
- One Pound Gospel
- Prefectural Earth Defense Force
- To-Y

### Filmy
- Podniebna poczta Kiki
- Rurōni Kenshin
- Urusei Yatsura: Only You
- Urusei Yatsura: Remember My Love
- Yu-Gi-Oh! Ostateczne starcie
- Yu-Gi-Oh! Movie: Super Fusion! Bonds That Transcend Time